# كرومات المغنيسيوم
كرومات المغنيسيوم هو مركب كيميائي صيغته MgCrO4، وهو ملح المغنيسيوم لحمض الكروميك؛ وهو يوجد على شكل مائي أو متعدد الهيدرات.

## التحضير
يحضر المركب من تفاعل هيدروكسيد المغنيسيوم مع حمض الكروميك.

## الخواص
يوجد المركب في الشروط القياسية على شكل صلب بلوري أصفر اللون، وهو قابل للانحلال في الماء.

## الاستخدامات
يستخدم المركب في مجال صناعة الخضب وفي تحضير المواد المانعة للتآكل.